# Жостер вечнозелёный
Жо́стер вечнозелёный (лат. Rhamnus alaternus) — кустарник; вид рода Жостер (Rhamnus) семейства Крушиновые (Rhamnaceae).

## Ботаническое описание
Это вечнозелёный кустарник 1—5 м в высоту. Стебли в красноватой коре; молодые ветки опушённые.
Листья округлые и компактные, 2—6 см в длину, они иногда расположены почти напротив, овальные или ланцетные, кожистые, блестящие зелёные, желтовато-зелёные снизу.
Цветки маленькие, ароматные. Период цветения длится с февраля по апрель.
Плоды красно-коричневые косточковые около 3—4 мм, содержащие от двух до четырёх семян. Плоды темнеют до чёрного при созревании.

## Распространение
Этот вид широко распространён в термофильных вечнозелёных кустарниках в средиземноморских регионах, от уровня моря до 700 м над уровнем моря. Этот вид выращивается в качестве декоративного кустарника сада, ценится за его глянцевые вечнозелёные листья и красные ягоды.

## Хозяйственное значение и применение
Плоды имеют целебные свойства и могут быть использованы с осторожностью как слабительное.